# Liste der Territorien, deren Staatsoberhaupt der britische Monarch ist
Diese Liste der Territorien, deren Staatsoberhaupt der britische Monarch ist listet alle Länder, abhängige Territorien und Kronbesitzungen auf, deren Staatsoberhaupt der britische Monarch – zurzeit also Charles III.  – ist.
Insgesamt leben in diesen Gebieten etwa 135,2 Mio. Menschen.

## Commonwealth Realm

Heutige Commonwealth realms
Ehemalige Commonwealth realms

- Vereinigtes Königreich (61,7 Mio.)
- Antigua und Barbuda (85 Tsd.)
- Australien (22,5 Mio.)
- Bahamas (353 Tsd.)
- Belize (307 Tsd.)
- Grenada (108 Tsd.)
- Jamaika (2,8 Mio.)
- Kanada (34,2 Mio.)
- Neuseeland (4,4 Mio.)
- Papua-Neuguinea (6,9 Mio.)
- St. Kitts und Nevis (50 Tsd.)
- St. Lucia (174 Tsd.)
- St. Vincent und die Grenadinen (117 Tsd.)
- Salomonen (538 Tsd.)
- Tuvalu (10 Tsd.)

## Kronbesitzungen (Crown Dependencies)
- Kanalinseln: Vogtei Guernsey (65 Tsd.) und Vogtei Jersey (98 Tsd.)
- Isle of Man (84 Tsd.)

## Abhängige Gebiete
- Anguilla (15 Tsd.)
- Bermuda (68 Tsd.)
- Britisches Antarktis-Territorium (200)
- Britisches Territorium im Indischen Ozean (3,5 Tsd.)
- Britische Jungferninseln (23 Tsd.)
- Falklandinseln (3 Tsd. und 1700 Soldaten)
- Kaimaninseln (50 Tsd.)
- Gibraltar (29 Tsd.)
- Montserrat (5 Tsd.)
- Pitcairninseln (50)
- St. Helena, Ascension und Tristan da Cunha (7 Tsd.)
- Südgeorgien und die Südlichen Sandwichinseln (20)
- Turks- und Caicosinseln (41 Tsd.)
- Souveräne Militärbasen von Akrotiri und Dhekelia (7 Tsd. und 7,5 Tsd. Militärpersonal)

- Australisches Antarktis-Territorium (1 Tsd.)
- Heard und McDonaldinseln (0)
- Kokosinseln (600)
- Norfolkinsel (2 Tsd.)
- Weihnachtsinsel (1,4 Tsd.)

- Cookinseln (19 Tsd.)
- Niue (1,3 Tsd.)
- Ross-Nebengebiet (280 Personal)
- Tokelau-Inseln (1,4 Tsd.)